# Obervogtei Neuamt

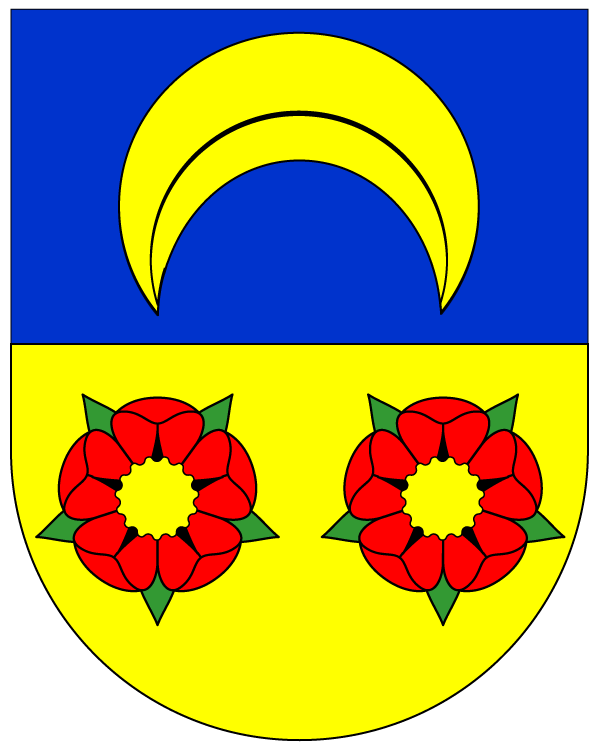
Wappen der Obervogtei Neuamt

Die Obervogtei Neuamt ist eine ehemalige Verwaltungseinheit des Stadtstaates Zürich in der Alten Eidgenossenschaft.
Sie befand sich im heutigen Zürcher Unterland und erstreckte sich westlich (links) des Flusses Glatt in einer Breite von drei bis zehn Kilometern von Oberglatt bis zur Mündung in den Rhein. Das Neuamt war ein Ackerbaugebiet, in welchem seit dem Spätmittelalter geschlossene Siedlungsweise mit Dörfern und Weilern vorherrschte.
Das Neuamt entstand im Jahre 1442 im Vorfeld des Alten Zürichkriegs, als die Zürcher die 1424 durch Verpfändung in ihren Besitz übergegangene Grafschaft Kyburg an die Habsburger zurückgaben. Dabei behielten sie die Gebiete links der Glatt und gaben dem Gebiet den Namen Neuamt.
Zum Neuamt gehörten von 1442 bis 1798, als der Einmarsch der Franzosen die alte Ordnung hinwegfegte, folgende Orte (von Norden nach Süden):
- Weiach
- Raat (heute zur Gemeinde Stadel bei Niederglatt)
- Windlach (heute zur Gemeinde Stadel bei Niederglatt)
- Schüpfheim (heute zur Gemeinde Stadel bei Niederglatt)
- Stadel
- Neerach
- Riedt (heute zur Gemeinde Neerach)
- Hochfelden
- Niederhöri (Gemeinde Höri)
- Oberhöri (Gemeinde Höri)
- Nöschikon (Gemeinde Niederglatt)
- Niederglatt (nur Gebiete westlich der Glatt; das Gebiet östlich der Glatt wird bis heute «Grafschaft» genannt)
- Hofstetten
- Oberglatt (nur Gebiete westlich der Glatt; das Gebiet östlich der Glatt wird bis heute «Grafschaft» genannt)
- Oberhasli (Gemeinde Niederhasli)
- Mettmenhasli (Gemeinde Niederhasli)
- Niederhasli
- Nassenwil (Gemeinde Niederhasli)
- Adlikon (Gemeinde Regensdorf).
- Endhöri (eigentlich: Ennethöri, Gemeinde Höri; liegt auf der östlichen Seite der Glatt und wurde erst 1667/89 dem Neuamt zugeteilt)
- Kaiserstuhl AG (östlicher Teil des Ehfadens ausserhalb der Stadtmauern, der hochgerichtlich zur Grafschaft Kyburg gehörte)

Selbständige Einzelhöfe gab es nur wenige: den «Ditikerhof» (südlich von und auf Gemeindegebiet von Dielsdorf), «Schachen» (südlich von und auf Gemeindegebiet von Glattfelden) sowie mehrere Höfe «im Thal» (nordwestlich von und auf Gemeindegebiet von Bachs).
Charakteristisch für das Wappen des Neuamts war ein liegend schwebender Halbmond, weshalb die Bewohner des Amtes zuweilen auch «Türken» genannt wurden. Der Halbmond als Reminiszenz ist noch heute in den Gemeindewappen von Niederglatt, Neerach und Stadel enthalten.
Die Obervogtei wurde von zwei in Zürich wohnenden Obervögten im Turnus verwaltet. Streitigkeiten wurden vor dem Gericht des Neuamtes in Niederglatt ausgetragen, später vor den beiden Obervögten in der Stadt Zürich.
Siehe auch: Geschichte der Stadt Zürich, Territoriale Entwicklung Zürichs